# Manuel Mengis
Manuel Mengis (Visp, Kanton Wallis, 4 februari 1972) is een Zwitserse jazztrompettist, componist en bandleider.

## Biografie
Mengis begon op zijn elfde trompet te spelen. Hij studeerde twee jaar lang aardwetenschappen aan de ETH Zürich en werd opgeleid als berggids. Hij studeerde daarna aan het conservatorium van Luzern, hij kreeg les van Peter Schärli, Lars Lindvall en Nat Su. Mengis speelde in die tijd o.a. met Roberto Domeniconi, Bruno Amstadt, Hämi Hämmerli en Bruno Spoerri. Na zijn studie richtte hij een band op, Gruppe 6 (o.a. met Christoph Erb), waarmee hij in 2004 het album Into the Barn opnam, uitgekomen op HatHut Records. Daarnaast werkte hij met Vera Kappeler, Lens Huber, Harald Haerter, Norbert Pfammatter, Bänz Oester en Arthur Blythe. Mengis woont in Wallis, geeft trompetles en werkt als berggids. In 2006 won hij met Gruppe 6 de ZKB Jazzpreis.

## Discografie (selectie)
- Into the Barn (HatOLOGY, 2006)
- The Pond (HatOLOGY, 2008)
- Dulcet Crush (HatOLOGY, 2009)